# 마리야 크네벨
마리야 크네벨(러시아어: Мари́я О́сиповна (Ио́сифовна) Кне́бель, 1898년 5월 6일 ~ 1985년 6월 1일)은 소련의 배우이자 연출가다.
모스크바 예술극장의 여배우로, 1935년부터 연출가가 되어 엘모로와 극장, 예술극장 등에서 연출 담당, 1956년에서 1960년까지 중앙아동극장의 수석 연출가로 일했다. 대표작품으로는 알렉산드린스키 극장의 <이바노프>가 있다.
1978년에 소련 국가상을 수상하였다.